# 山蔭静夫
山蔭 静夫（やまかげ しずお、1860年（万延元年3月） - 1948年（昭和23年）2月22日）は、日本の政治家、衆議院議員（1期）。

## 経歴
備後国三谿郡矢井村(のち広島県双三郡吉舎村→吉舎町、現・三次市)の米田家に生まれる。のち、安芸国豊田郡竹仁村の山蔭家を継ぐ。農業を営み、竹仁村長、豊田郡農会長、広島県会議員となる。
1890年の第1回衆議院議員総選挙において広島6区から立憲改進党公認で立候補したが落選。1894年3月の第3回衆議院議員総選挙で立候補したが落選。1898年3月の第5回衆議院議員総選挙では進歩党から立候補して当選した。衆議院議員を3期務め、同年8月の第6回衆議院議員総選挙では憲政本党公認で立候補したが落選した。1948年に死去した。